# Prostredná kopa
Prostredná kopa (polsky Pośrednia Turnia, maďarsky Középső-torony, německy Mittlerer Turm, 2128 m n. m.) je druhý nejzápadnější vrchol v hlavním hřebeni Vysokých Tater. Nachází se mezi Krajnou kopou (oddělena Krajným sedlem) a Svinicí (oddělena Svinickým sedlem) a prochází jím slovensko-polská státní hranice. Hora je tvořena žulou. Na slovenské straně spadá kamenitými svahy do doliny Kamenná Tichá, na polské do Gąsienicové doliny. V dolní části polského svahu se tvoří osypy.
Z vzácných rostlin se zde vyskytuje kociánek karpatský (Antennaria carpatica).

## Přístup
Vrchol se nachází pár desítek metrů od červeně značené hřebenovky (úsek Ľaliové sedlo – Svinické sedlo).

## Galerie

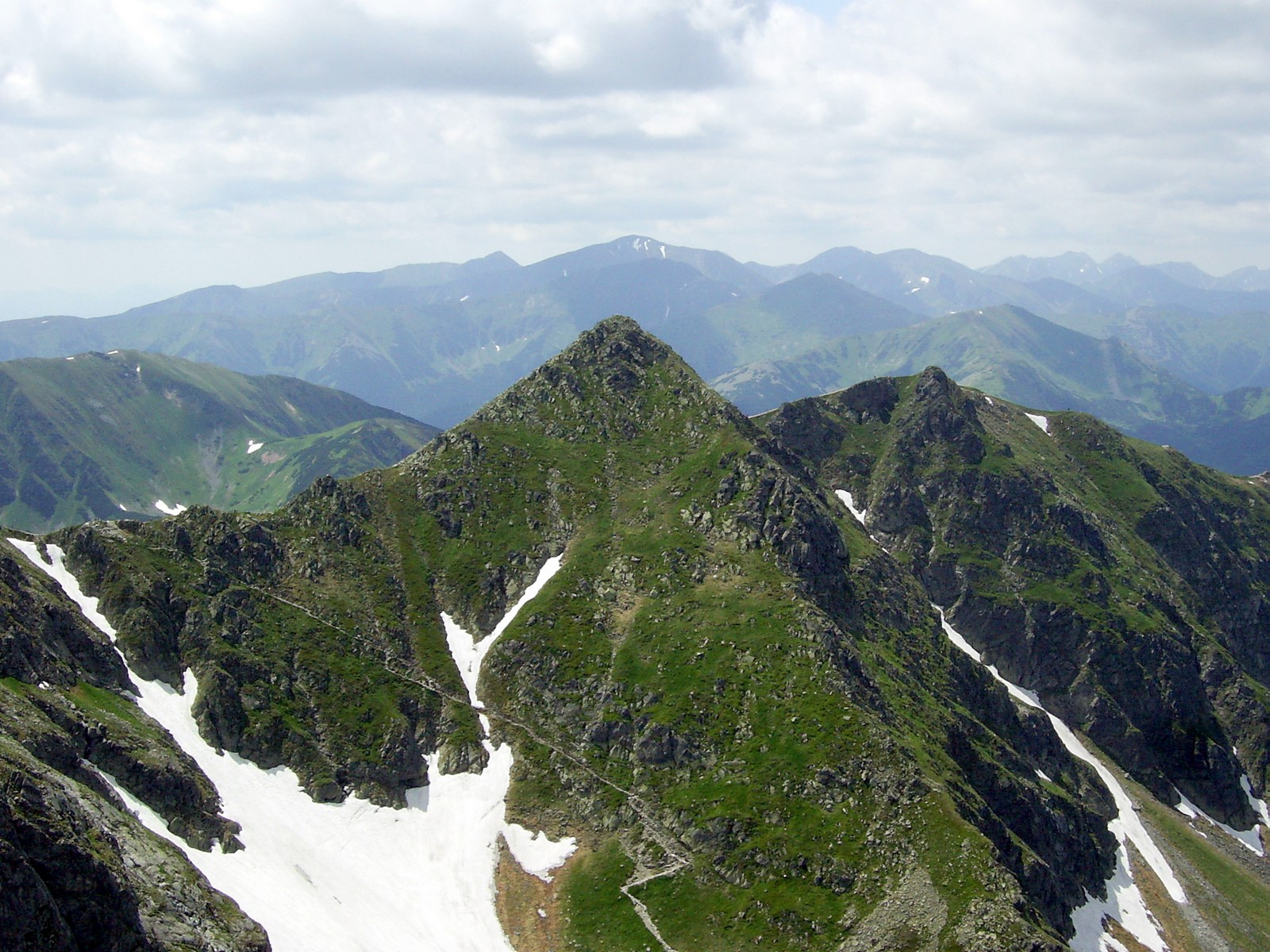
Prostredná kopa z Koščielce
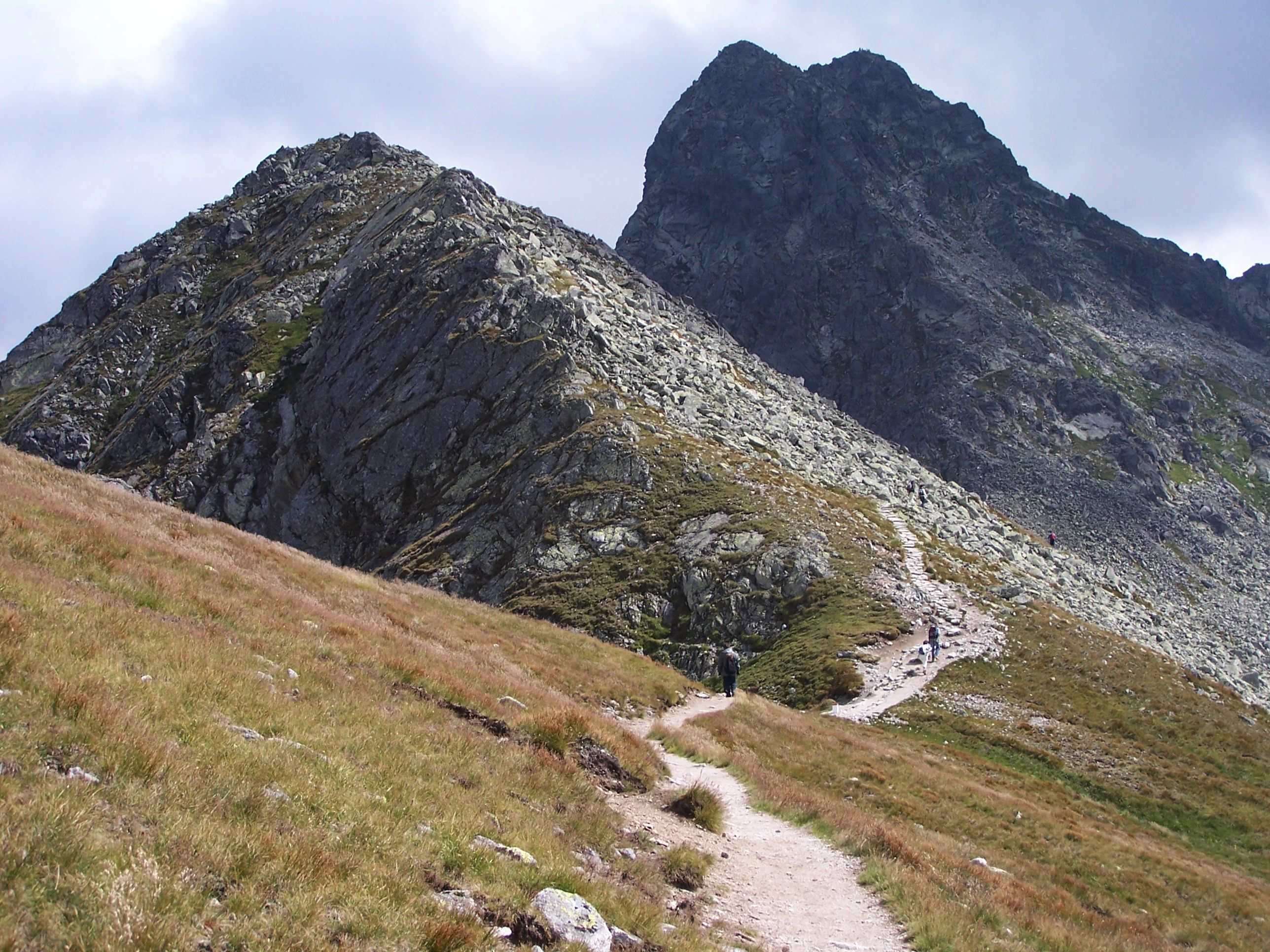
Prostredná kopa z červeně značené hřebenovky, v pozadí Svinica
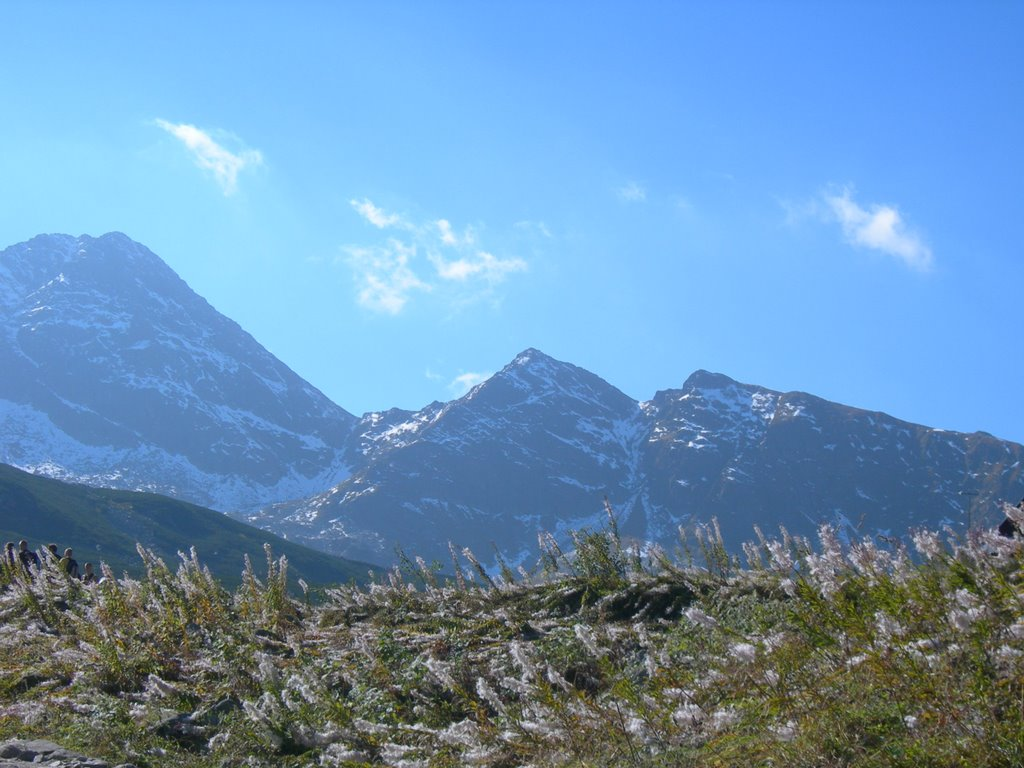
Prostredná kopa (uprostřed) z cesty Murowaniec-Kasprov vrch